# 봉방동
봉방동(鳳方洞)은 충청북도 충주시의 중앙부에 위치한 동이다. 한편으로는 충주시의 주요 교통 요충지이기도 하다.

## 연혁
- 1895년, 충주군 설치. 충주군 북변면
- 1912년, 구한국지방행정구역명칭일람에 충주군 북변면으로 32리 관할.
- 1914년 4월 1일, 행정구역 폐합으로 상방동, 하방동, 금대리, 대가미리, 칠지리, 신촌리, 봉계동의 일부를 병합하여 봉방리라 하여 충주군 읍내면에 편입
- 1917년, 읍내면을 충주면으로 개칭.
- 1931년, 충주면을 충주읍으로 승격.
- 1956년 7월 8일, 충주읍을 충주시로 승격하면서 봉방1구, 봉방2구로 구분
- 1962년, 현재의 충주시 봉방동으로 편재.

## 동의 유래
- 봉방동의 뜻은 봉계의 봉과 방장골의 방자를 조합하여 봉방동이라 부름
  - 봉 계 :충주천이 흐르는 현 충주농고 앞에 있는 마을인데 옛날 냇가에 새가 많이 서식하였다고 함
  - 방장골 : 방정동에서 방장골로 바뀐 말로 구 충주역 부근을 말하며 옛날 들 가운데 샘이 있었으며 방씨들이 많이 살았다고 하여 방정동이라 불림

## 교통
- 충주역(충북선 열차)
- 충주교통, 삼화버스공사 공영 차고지(충주시내버스)

## 교육 기관
- 고등학교
  - 국원고등학교
- 초등학교
  - 삼원초등학교

## 주거 지역
- 세중건설 참사랑 아파트
- 상지시티빌(원룸)
- 좋은세상 아파트
- 푸르지오 아파트